# رحلة إم في راشيل كوري إلى غزة
رحلة إم في راشيل كوري إلى غزة تبدأ عندما أبحرت السفينة الأيرلندية التي ترفع العلم الكمبودي اسم السفينة هو إم في راشيل كوري كانت جزءًا من أسطول الحرية في غزة الذي أبحر إلى غزة لتقديم المساعدات الإنسانية في عام 2010. لم تتمكن السفينة من الانضمام إلى السفن الست الأخرى في الأسطول بسبب مشاكل ميكانيكية أجبرتها على الخضوع لإصلاحات في مالطا. وواجهت السفن الست الأخرى غارة في 31 مايو 2010 قتل خلالها تسعة نشطاء على يد القوات البحرية الإسرائيلية.
انطلقت السفينة الحاملة للمساعدات في 31 مايو 2010، وأصر طاقمها على الذهاب إلى غزة. توصلت حكومتا إسرائيل وإيرلندا إلى اتفاق لتفريغ حمولة السفينة في مدينة أشدود الساحلية جنوب إسرائيل، لكن المجموعة الراعية للسفينة رفضت الاقتراح. صعد الكوماندوز الإسرائيلي إلى السفينة من زوارق سريعة حوالي ظهر يوم 5 يونيو 2010، في المياه الدولية على بعد حوالي 30 كيلومترًا من غزة. سيطرت قوات الكوماندوس الإسرائيلية، وتم تحويل السفينة وركابها باتجاه إسرائيل، بعيدًا عن مسارها الأصلي. بعد التفتيش، سلمت إسرائيل الشحنة بالكامل إلى غزة، بما في ذلك الأسمنت، وهو أمر محظور عادة.

## خلفية
السفينة هي سفينة تجارية سابقة تملكها وتديرها حركة غزة الحرة. تم تمويله جزئيًا من قبل منظمة بيردانا العالمية للسلام، وهي منظمة غير حكومية ماليزية يرأسها رئيس الوزراء الماليزي السابق مهاتير بن محمد. السفينة مملوكة لأيرلنديين، وكان على متنها مساعد الأمين العام السابق للأمم المتحدة دينيس هاليداي والحائز على جائزة نوبل للسلام ميريد كوريغان. قال هاليداي إن السفينة ستتوقف فقط عندما يجبر الإسرائيليون السفينة على القيام بذلك.
قال ركاب على متن السفينة راشيل كوري إن الغرض من رحلتهم هو جلب المساعدات الإنسانية لسكان غزة والاهتمام العام بالحصار المصري الإسرائيلي على منطقة غزة؛ حصار انتقدته وكالة الأمم المتحدة لإغاثة وتشغيل اللاجئين الفلسطينيين لفرضه "فقر مدقع" على 350.000 من سكان غزة. وتقول إسرائيل إن الحصار المفروض على غزة ضروري لمنع تسلل الأسلحة والمسلحين إلى المنطقة الساحلية التي تديرها حماس، والتي صنفتها هي وكثير من المجتمع الدولي على أنها منظمة إرهابية. كما وصفت إسرائيل الحملة بأنها "استفزاز يهدف إلى نزع الشرعية عن إسرائيل".

## شحن
كانت السفينة تحمل إمدادات إنسانية،  بما في ذلك 550 طنًا من الأسمنت بهدف إعادة بناء المدارس والمنازل والمباني الأخرى التي دمرت في غزة،  بالإضافة إلى 20 طنًا من الورق و 100 طن من المعدات الطبية المتطورة (بما في ذلك تصوير مقطعي محوسب) والنسيج والخيوط  والمستلزمات التعليمية. الأسمنت هو أحد المواد التي منعتها إسرائيل من دخول غزة لأنها تخشى من إمكانية استخدام الإسمنت لبناء المخابئ والأنفاق والصواريخ، لكنها سمحت مؤخرًا ببعض الشحنات لمشاريع بناء مدنية محددة.
تم فحص السفينة المحملة بالمساعدات بحثًا عن أسلحة في أيرلندا من قبل مسؤولي الجمارك وعضو في مجلس الشيوخ من حزب الخضر الأيرلندي. لم يتم العثور على أسلحة. دعا رئيس الوزراء الأيرلندي (تيشخ) بريان كوين إسرائيل إلى السماح بمرور راشيل كوري. توصلت إيرلندا لاحقًا إلى اتفاق مع إسرائيل وقدمت عرضًا للسفينة لتحويل مسارها إلى أشدود، حيث عرضت إسرائيل نقل شحنتها إلى قطاع غزة، تحت إشراف ركاب ودبلوماسيين إيرلنديين. رفض ركاب السفينة الاقتراح. ذكرت إسرائيل أن قواتها قد سيطرت على السفينة في 5 يونيو، حوالي 16 ميلًا بحريًا (30 كم) قبالة الساحل. وقالت متحدثة باسم الجيش الإسرائيلي "كان هناك التزام كامل من الطاقم والركاب على متن الطائرة".
أعرب الأمين العام المساعد السابق للأمم المتحدة، دينيس هاليداي، على متن السفينة راشيل كوري، عن قلقه من احتمال مصادرة بعض هذه السلع الإنسانية إذا قبلت السفينة إم في راشيل كوري "عرضًا بمرافقة ميناء آخر". على الرغم من أن الشحنة تقع جميعها ضمن اختصاص المساعدات الإنسانية على النحو المحدد من قبل الأمم المتحدة، إلا أنها "ستصادر من قبل الإسرائيليين، لأنهم لا يعرفون ذلك على أنه سلع إنسانية. - في خرق لتعريف الأمم المتحدة للنفس ".
قبل المحطة الأخيرة للسفينة من رحلتها، طلب دينيس هاليداي إجراء فحص نهائي للشحنة: "نحن ندعو الأمم المتحدة لتفتيش الشحنة ومرافقتنا إلى غزة، وإرسال ممثل للأمم المتحدة للإبحار على متن السفينة قبل دخولها. منطقة الاستبعاد ". وكان مسؤولون نقابات عمالية ومسؤولون حكوميون قد فتشوا الشحنة من قبل، "لذلك نحن واثقون بنسبة 100 في المائة أنه لا يوجد شيء مسيء أو خطير"، قال للقناة الثانية في التلفزيون الإسرائيلي.

## الركاب وطاقم الطائرة
كان هناك أحد عشر راكباً على متن السفينة: الحائزة على جائزة نوبل للسلام، ميريد كوريغان، ومساعد الأمين العام السابق للأمم المتحدة دينيس هاليداي، وصانع الأفلام فيونا طومسون، وزوجها وزوجتها ديريك وجيني جراهام وستة مواطنين ماليزيين.
أما ماليزيا فكانوا: عضو برلمان ماليزيا عن دائرة باريت محمد نزار زكريا. ممثلو منظمة بيردانا للسلام العالمي، شمس أكمار، ماتياس تشانغ وأحمد فيصل أزومو ؛ مراسل تي في 3 حليم محمد ومصور تي في 3 جفري جنيد. وقاد السفينة إريك هارسيس، وهو مواطن بريطاني من أوركني، اسكتلندا.

### شائعات التخريب قبل المداهمة
ربما يكون الجيش الإسرائيلي أو الموساد قد خربوا ثلاث سفن قبل الغارة. وفقا لصحيفة ناشيونال بوست، ألمح نائب وزير الدفاع الإسرائيلي ماتان فيلنائي إلى أن إسرائيل قد استنفدت الوسائل السرية لتعطيل السفن. قال: اعتبر كل شيء. لا أريد أن أوضح ما هو أبعد من ذلك، لأن الحقيقة هي أنه لم يكن هناك ما يصل إلى 10، أو مهما كان عدد السفن المخطط [في الأصل] ". ألمح ضابط كبير في الجيش الإسرائيلي للجنة الشؤون الخارجية والدفاع بالكنيست إلى أن شخصًا ما عبث ببعض السفن لإيقافها بعيدًا عن غزة أو الساحل الإسرائيلي. وفقًا للتغطية الصحفية لـ UPI، ألمح الضابط إلى "عمليات رمادية" ضد الأسطول وقال إنه لم يتم اتخاذ مثل هذا الإجراء ضد مافي مرمرة خوفًا من أن تكون السفينة عالقة في وسط البحر، مما يعرض الأشخاص للخطر. سبورة. اتُهمت إسرائيل في الماضي بتخريب سفن النشطاء، لكن لم يتم العثور على دليل يدعم هذه المزاعم.
ثلاث سفن - راشيل كوري، المتحدي الأول والمتحد الثاني - تضررت أو معطلة. بينما واصلت المتحدي الأول، عاد تشالنجر الثاني إلى منتصف الطريق خلال الرحلة ورست راشيل كوري للإصلاحات في مالطا. وقالت غريتا برلين من حركة غزة الحرة إن أحدهم ربما عبث بالأسلاك الكهربائية.

## الاعتراض والصعود إلى الطائرة
أرسل الجيش الإسرائيلي ثلاثة تحذيرات إلى راشيل كوري يطلب منها الرسو في أشدود، أو تغيير مسارها، أو مواجهة استيلاء بحري. وظلت السفينة مظللة من قبل سفينتين تابعتين للبحرية الإسرائيلية، وتعطل الرادار الخاص بها. بعد تتبع راشيل كوري لعدة ساعات، صعد الكوماندوز الإسرائيلي على السفينة من زوارق سريعة حوالي ظهر يوم 5 يونيو 2010، في المياه الدولية حوالي 55 كيلومتر (30 nmi) قبالة قطاع غزة،  أشارت التقارير الأولية إلى عدم وجود مقاومة. شارك في الصعود حوالي 20 جنديًا مقاتلًا. اعتقلت هذه القوات جميع أفراد الطاقم  كما أفاد مراسل الحرب المخضرم رون بن يشاي. أجبرت قوات الكوماندوز السفينة على الإبحار إلى ميناء أشدود الإسرائيلي،  حيث تم احتجاز الطاقم من قبل سلطات الهجرة.
وقالت جريتا برلين المتحدثة باسم جماعة غزة الحرة إن عملية الاستيلاء "غضب آخر تضاف إلى القتلى التسعة" ونفت بيانا اسرائيليا عن دعوة القوات للانضمام. تم توجيه السفينة المتجهة إلى غزة باسم ليندا (اسم رسمي سابق) من قبل ضباط البحرية خلال العملية الجوية والبحرية.
قال مسؤول في الهجرة إن نشطاء الاحتجاج وطاقمها، بعد أن تنازلوا عن حقهم في استئناف أمر الترحيل، غادروا إسرائيل في 6 يونيو 2010.

## ما بعد الكارثة
وانتقد النائب الأول لوزير إيرلندا الشمالية مارتن ماكغينيس ما أسماه "العدوان الإسرائيلي" أثناء توليه السلطة. أقنعت نقابات عمال الموانئ في السويد الأعضاء بعدم خدمة السفن الإسرائيلية اعتبارًا من 15 يونيو - 22 حزيران / يونيو، رفضت جنوب إفريقيا التعامل مع السفن الإسرائيلية، وأقرت يونايت يونين البريطانية اقتراحًا لمقاطعة الشركات الإسرائيلية.

## روابط خارجية
- منظمة بيردانا للسلام العالمي
- راشيل كوري تبحر على موقع يوتيوب
- لقطات لـ MV Rachel Corrie قبل صعود القوات الإسرائيلية إلى موقع YouTube على متنها